# Четинер, Рашит
Рашит Четинер (тур. Raşit Çetiner; род. 10 сентября 1956, Стамбул) — турецкий футболист и футбольный тренер.

## Карьера игрока

### Клубная карьера
Рашит Четинер начинал карьеру футболиста в клубе «Истанбулспор» во Второй лиге. В 1975 году он перешёл в «Гёзтепе». 28 сентября того же года Четинер дебютировал в Первой лиге, выйдя в основном составе в домашнем поединке против «Зонгулдакспора». На 63-й минуте этого матча он забил свой первый гол на высшем уровне.
В 1976—1978 годах Рашит Четинер выступал за «Коджаэлиспор», а затем перешёл в «Фенербахче», за который провёл следующие три сезона, регулярно забивая в различных турнирах. В 1981 году он перешёл в стан «Галатасарая», непримиримого соперника «Фенербахче». В составе нового для него клуба Четинер дважды становился чемпионом Турции и два раза выиграл кубок страны. 18 мая 1986 года он сделал хет-трик в домашнем матче Первой лиги с «Анкарагюджю», при этом все три раза он забивал с пенальти. В 1988 году Четинер завершил свою профессиональную карьеру футболиста.

### Карьера в сборной
5 октября 1978 года Рашит Четинер дебютировал в составе сборной Турции, выйдя на замену в домашнем товарищеском матче с командой СССР. 9 марта 1983 года он забил свой первый и единственный гол за национальную сборную, отметившись в гостевой товарищеской игре с Румынией. Всего за Турцию Четинер провёл 20 игр в период с конца 1978 по 31 октября 1984 года. Помимо товарищеских он принимал участие в матчах отборочных турниров чемпионата Европы 1984 и чемпионата мира 1986.

## Тренерская карьера
Свою тренерскую карьеру Рашит Четинер начинал в клубе «Бейлербейи», игравшем в Третьей лиге и связанном с «Галатасараем». Во второй половине сезона 1992/93 он впервые возглавлял команду Первой лиги, «Газиантепспор». Затем Четинер работал главным тренером в «Алтае», «Кайсериспоре», «Дарданелспоре» и «Дарданелспоре».
27 июля 1998 года Четинер был назначен главным тренером молодёжной сборной Турции. Под его руководством она в 2000 году впервые вышла в финальную стадию чемпионата Европы, но проиграла там все три матча. В 2006 году «Бурсаспор» под началом Четинера выиграл Первую лигу и вернулся в турецкую Суперлигу. Затем он возглавлял «Антальяспор», «Коньяспор» и «Ризеспор». В феврале 2010 года Четинер во второй раз занял пост главного тренера молодёжной сборной Турции, в декабре 2011 года он ушёл в отставку.

## Достижения

### В качестве игрока
«Галатасарай»
- Чемпион Турции (2): 1986/87, 1987/88
- Обладатель Кубка Турции (2): 1981/82, 1984/85

### В качестве тренера
«Бурсаспор»
- Победитель Первой лиги Турции (1): 2005/06